# 紫竹山 (新潟市)
- 日本 > 新潟県 > 新潟市 > 中央区 (新潟市) > 紫竹山 (新潟市)
- 日本 > 新潟県 > 新潟市 > 東区 (新潟市) > 紫竹山 (新潟市)

紫竹山（しちくやま）は、新潟県新潟市中央区及び東区の町字。現行行政地名は紫竹山一丁目から紫竹山七丁目と大字紫竹山。なお、紫竹山三丁目の一部は東区に属する。住居表示は一丁目から七丁目が実施済み区域、大字が未実施区域。郵便番号は950-0914。

## 概要
1978年（昭和53年）から現在までの町名。栗ノ木川左岸に位置する。もとは江戸時代から1889年（明治22年）まであった紫竹山新田の区域の一部で、1889年（明治22年）から1978年（昭和53年）まであった大字紫竹山が町名を施行して町丁となった。
昭和30年代後半から世帯数が急増し、販売業を中心とする企業が進出した。

### 隣接する町字
北から東回り順に、以下の町字と隣接する。
- 鐙
- 神道寺南
- 神道寺
- 鐙西

※ 鳥屋野潟を挟んで高志、弁天橋通、長潟と隣接。栗ノ木川を挟んで南紫竹、紫竹と隣接。

## 歴史
1636年（寛永13年）の開発とされる。
- 1889年（明治22年）4月1日 : 合併により女池村の大字となり、1923年（大正12年）まで紫竹山新田と称する。
- 1901年（明治34年）11月1日 : 合併により鳥屋野村の大字となる。
- 1943年（昭和18年）5月3日 : 合併により新潟市の大字となる。
- 1997年（平成9年）10月27日 : 住居表示の実施により、一部が紫竹山4丁目から7丁目となる[7]。
- 2007年（平成19年）4月1日 : 新潟市の政令指定都市移行により、中央区及び東区の大字となる。

## 世帯数と人口
2018年（平成30年）1月31日現在の世帯数と人口は以下の通りである。なお、東区の部分は僅少により秘匿となっているため、省略している。
| 丁目         | 世帯数    | 人口    |
| ------------ | --------- | ------- |
| 紫竹山一丁目 | 213世帯   | 429人   |
| 紫竹山二丁目 | 123世帯   | 199人   |
| 紫竹山三丁目 | 94世帯    | 249人   |
| 紫竹山四丁目 | 103世帯   | 228人   |
| 紫竹山五丁目 | 116世帯   | 202人   |
| 紫竹山六丁目 | 206世帯   | 455人   |
| 紫竹山七丁目 | 415世帯   | 845人   |
| 計           | 1,270世帯 | 2,607人 |

## 小・中学校の学区
市立小・中学校に通う場合、学区は以下の通りとなる。
| 丁目         | 番地    | 小学校               | 中学校             |
| ------------ | ------- | -------------------- | ------------------ |
| 紫竹山一丁目 | 全域    | 新潟市立紫竹山小学校 | 新潟市立宮浦中学校 |
| 紫竹山二丁目 | 全域    | 新潟市立紫竹山小学校 | 新潟市立宮浦中学校 |
| 紫竹山三丁目 | 1～11番 | 新潟市立紫竹山小学校 | 新潟市立宮浦中学校 |
| 紫竹山三丁目 | 12番    | 新潟市立江南小学校   | 新潟市立石山中学校 |
| 紫竹山四丁目 | 全域    | 新潟市立紫竹山小学校 | 新潟市立宮浦中学校 |
| 紫竹山五丁目 | 全域    | 新潟市立紫竹山小学校 | 新潟市立宮浦中学校 |
| 紫竹山六丁目 | 全域    | 新潟市立紫竹山小学校 | 新潟市立宮浦中学校 |
| 紫竹山七丁目 | 全域    | 新潟市立紫竹山小学校 | 新潟市立宮浦中学校 |

- 紫竹山2、4〜5丁目、紫竹山3丁目1～11番は、申請により新潟市立東新潟中学校へ就学できる地域。

## 主な企業・施設
- 開志専門職大学 紫竹山キャンパス
- 新潟国際自動車大学校
- NKSコーポレーション
- 新潟市保健所
- 新潟市立紫竹山小学校
- 新潟市消防局 新潟市中央消防署 駅南出張所
- コジマ×ビックカメラ 新潟店

## 交通

### 道路
- 弁天線
- 新潟市道紫竹山鳥屋野線（紫鳥線）
- 新潟バイパス
  - 紫竹山IC - 弁天IC（ハーフIC）
- 亀田バイパス
  - 紫竹山IC

### バス
新潟交通路線バス
- S6 長潟線
- S7 スポーツ公園線
- E8 石山線（山二ツ系統）